# 百万镇
百万镇是马来西亚新山县馬西的鎮區，毗鄰新山市，面積約為11.8平方公里
。

## 設施
- 永旺
- 百万镇高爾夫球俱樂部（Permas Jaya Golf Club）:9洞高爾夫球場[4]
- 卡丁車俱樂部（Permas Go-Kart Club）
- 祈禱室（Surau Khadijah Bahriyah）
- 百万宫大伯公庙[5]

## 交通
- 乘座（T21, S&S 2）號巴士[6]